# Karri Hietamäki
Karri Aleksi Hietamäki (Isokyrö, 20 settembre 1969) è un ex fondista finlandese.

## Biografia
In Coppa del Mondo ottenne il primo risultato di rilievo il 4 gennaio 1992 a Kavgolovo (17°) e la prima vittoria, nonché primo podio, il 15 gennaio 1995 a Nové Město na Moravě.
In carriera prese parte a due edizioni dei Giochi olimpici invernali, Lillehammer 1994 (40° nella 50 km) e Salt Lake City 2002 (43° nella 15 km, 31° nella 50 km, 11° nella staffetta), e a due dei Campionati mondiali, vincendo una medaglia.

## Palmarès

### Mondiali
- 1 medaglia:
  - 1 argento (staffetta[1] a Thunder Bay 1995)

### Coppa del Mondo
- Miglior piazzamento in classifica generale: 35º nel 1995
- 3 podi (tutti a squadre[2])[3]:
  - 3 vittorie

#### Coppa del Mondo - vittorie
| Data             | Località             | Nazione   | Spec.                                                            |
| ---------------- | -------------------- | --------- | ---------------------------------------------------------------- |
| 15 gennaio 1995  | Nové Město na Moravě | Rep. Ceca | 4x10 km TC (con Jari Isometsä, Harri Kirvesniemi e Mika Myllylä) |
| 12 febbraio 1995 | Oslo                 | Norvegia  | 4x5 km (con Harri Kirvesniemi, Mika Kuusisto e Sami Repo)        |
| 10 dicembre 1995 | Davos                | Svizzera  | 4x10 km (con Sami Repo, Mika Myllylä e Jari Isometsä)            |

Legenda:

TC = tecnica classica